# Grürmannsheide
Grürmannsheide ist ein Stadtteil von Iserlohn im Sauerland. Die dörflich geprägte Ortschaft liegt am nördlichen Rand von Oestrich und hatte Ende 2024 zusammen mit Stübbeken 1125 Einwohner. Die Gegend gehört geologisch zu den niedersauerländer Heiden und ist durch Tonstein in den Böden dominiert.
Der Anschluss an das überregionale Straßennetz ist über die Rotehaussstraße und Schälkstraße zur B 236 und weiter zur A 46 gegeben. Über die B 236 in anderer Richtung (Schwerte-Ergste) ist die A 45 erreichbar.

## Geschichte
Grürmannsheide gehört zu den ältesten Fundorten menschlicher Spuren in Iserlohn. Aus der späten Altsteinzeit und Mittelsteinzeit (vor 35.000–10.000 Jahren) wurden diverse Werkzeuge gefunden.
Die Ortschaft gehörte lange Zeit zu Oestrich, bevor dieses sich der Stadt Letmathe anschloss. Am 1. Januar 1975 kam Grürmannsheide mit Letmathe zur neuen Stadt Iserlohn.